# Sodd

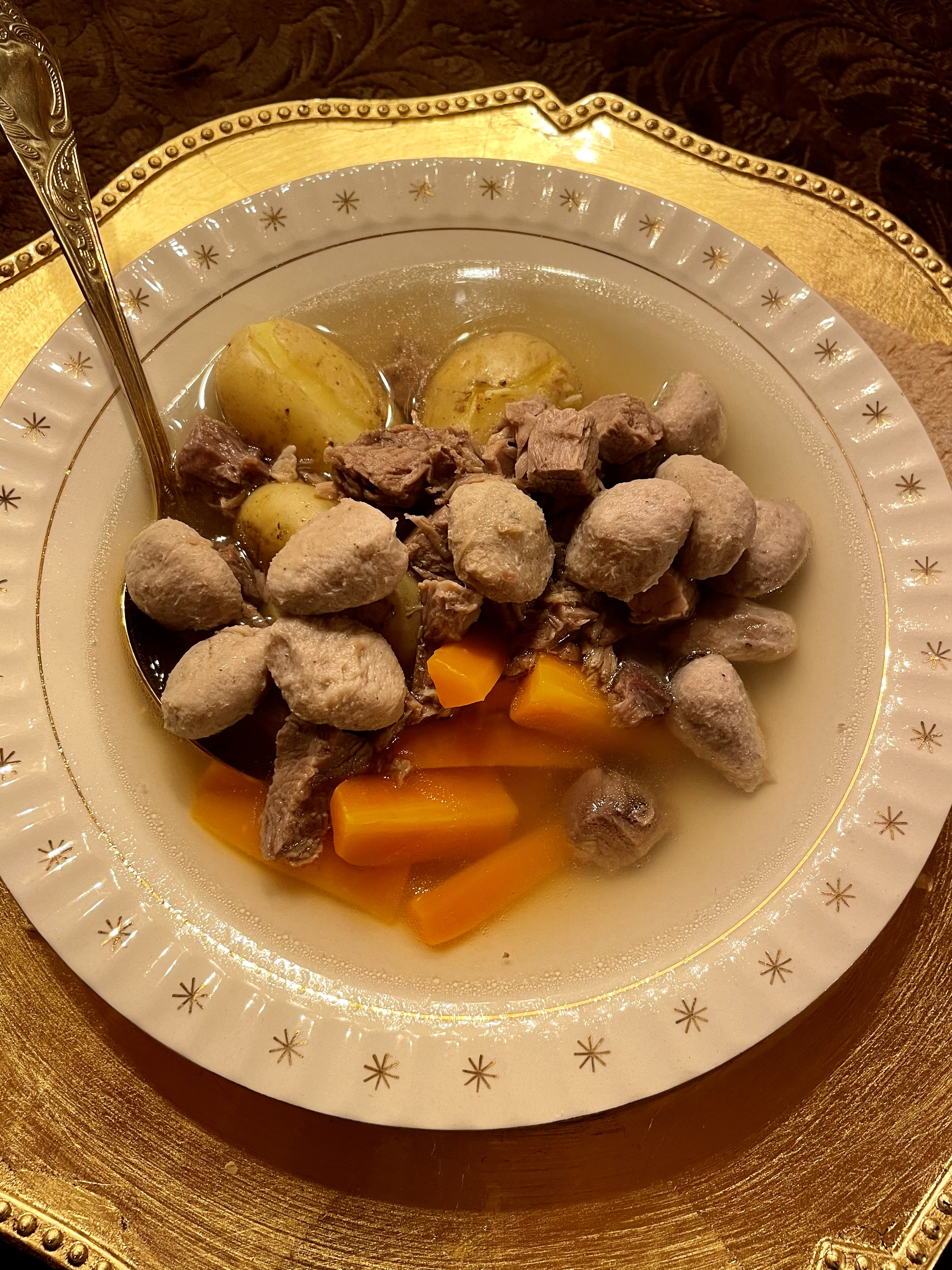
En skål Inderøysodd med kokt potatis och morötter.

Sodd är en traditionell norsk soppa gjord på kokt fårkött och köttbullar gjorda på lamm eller nötkött i en klar köttbuljong. Potatis och morötter kokas var för sig och blandas sedan i soppan vid servering.

## Historia
Sodd beskrivs i Håkon den godes saga från 1200-talet, där Håkon den gode fick äta sodden från offerdjuret under en fest på Lade.

## Bakgrund
Köttbullarna är vanligtvis smaksatta med ingefära och muskotnöt. Det är traditionell mat som mest förknippas med regionen Trøndelag.